# 笛吹村
笛吹村（ふえふきむら）は、長崎県五島列島の北部、小値賀島にかつて存在した北松浦郡の村。1926年（大正15年）4月に近隣の村と合併を行い、小値賀村となった。
現在の小値賀町の中南部にあたる。

## 地理
五島列島北部に位置する小値賀島の中南部、および大島、黒島、藪路木島等を主な村域とする。
- 島嶼：小値賀島、黒島、大島、藪路木島、宇々島、乙子（おとこ）島、古路島
- 山：番岳
- 港湾：小値賀漁港

## 沿革
- 1889年（明治22年）4月1日 - 町村制施行により、北松浦郡笛吹村が単独村制にて発足。
- 1926年（大正15年）4月1日 - 笛吹村・前方村・柳村が合併して小値賀村となり、笛吹村は自治体として消滅。

## 地名
郷を行政区域とする。笛吹村は1889年の町村制施行時に単独で自治体として発足したため、大字は無し。
- 大島郷
- 黒島郷
- 中村郷
- 笛吹郷
- 藪路木島郷

上記5郷は現在も小値賀町の行政区として存続している。
また、現在の小値賀町の行政区として、かつて大島郷に属し、後に分立した「宇々島郷」が設置されている。（設置年月日不詳）

## 名所・旧跡
- 膳所城跡
- 水ノ下古墳
- 大島巨大火山弾産地